# Mike Prior
Mike Prior é um ex-jogador profissional de futebol americano estadunidense que foi campeão da temporada de 1996 da National Football League jogando pelo Green Bay Packers.